# Jomsburg (Zeitschrift)
Jomsburg – Völker und Staaten im Osten und Norden Europas war eine nationalsozialistische Zeitschrift volksgeschichtlichen Inhalts, die während der Jahre 1937 bis 1942 im Leipziger Hirzel-Verlag als Vierteljahresheft erschien und von der Publikationsstelle Berlin-Dahlem (PuSte Dahlem), namentlich von Johannes Papritz und Wilhelm Koppe in Verbindung mit Hermann Aubin, Albert Brackmann, Theodor Oberländer und Fritz Rörig und anderen herausgegeben wurde. 1944 wurde die Zeitschrift auf Grund der Kriegslage eingestellt. Die bereits gedruckte Auflage des Jahres 1943 verbrannte bei einem Luftangriff auf Leipzig. Der Name Jomsburg bezog sich programmatisch auf eine Wikingersiedlung, die für die sagemumwobene Stadt Vineta gehalten wurde. Jomsburg „galt als das publizistische Flaggschiff der neuen deutschen Ostforschung.“

## Entstehung
Die Zeitschrift wurde 1935 federführend von Brackmann und Aubin initiiert. Unmittelbarer Anlass war das Erscheinen der polnischen Zeitschrift Baltic Countries, von der Brackmann und Aubin befürchteten, dass damit eine einflussreiche antideutsche historische Zeitschrift entstehen könnte. Die PuSte Dahlem entwickelte 1936 gemeinsam mit der Nord-Ostdeutschen Forschungsgemeinschaft (NOFG) ein Konzept, während das Reichsinnenministerium die Druckkosten übernahm. Der Umfang eines Jahresbandes betrug in Friedenszeiten ca. 550 Seiten und musste später kriegsbedingt auf weniger als 340 Seiten reduziert werden. Die Zeitschrift fand nicht so weite Verbreitung, wie sie sich die Herausgeber erhofft hatten.

## Inhalt und Entwicklung
Der inhaltliche Schwerpunkt wurde auf die geschichtswissenschaftliche Literatur der baltischen Länder und Polens gelegt, deren angebliche liberale, marxistische, jüdische und antideutschen Tendenzen bekämpft werden sollten. Interessiert war man auch an einer Einbeziehung von Wissenschaftlern etwa der skandinavischen Länder. Entsprechend scharf war der Ton gegenüber Polen und zurückhaltend gegenüber den nordischen Staaten.
In Polen wurde Jomsburg bald verboten. Beiträge ausländischer Autoren konnten nur begrenzt eingeworben werden. Auch wenn sie dem Institut nicht offiziell zugeordnet war, kann die Zeitschrift auf Grund der personellen Verbindungen zu den Veröffentlichungen der PuSte Dahlem gerechnet werden. Die Beiträge kamen vor allem von Mitarbeitern der PuSte und Beiräten der NOFG, bzw. von Autoren, die in der ein oder anderen Form im Umfeld Brackmanns arbeiteten, wie etwa Theodor Schieder oder Peter-Heinz Seraphim. Zwar wurde der Anspruch auf wissenschaftliches Arbeiten erhoben, aber die Herausgeber sorgten auch dafür, dass die Autoren sich an die politischen Vorgaben hielten. Rein wissenschaftliche Arbeiten dienten primär dazu, den Propagandacharakter der Zeitschrift zu verschleiern. Einige Arbeiten dienten der gezielten Konterkarierung von Beiträgen in der Zeitschrift Baltic and Scandinavian Countries.
Bis zum deutschen Überfall auf Polen 1939 überwogen Beiträge zu Polen, in denen das deutsche Element betont wurde, um politische Ansprüche zu legitimieren. In ähnlicher Weise wurde der deutsche Einfluss im Baltikum betont, antirussische Geschichtsbilder entwickelt – Otto Scheel etwa bezeichnete die UdSSR als „Würgeengel des freien arischen Europas“ – und die Gemeinsamkeiten zwischen Skandinavien und Deutschland betont. Antisemitische und rassistische Beiträge wurden seltener publiziert, standen aber jeweils im Einklang  mit der nationalsozialistischen Rassenideologie.
Der Historiker Jörg Wöllhaf resümiert, dass die Jomsburg „ein Forum für die programmatischen Vorstellungen der NOFG und PuSte darstellte, eine Instrumentalisierung durch die Politik in hohem Maße und bereitwillig stattfand und wissenschaftliche Methoden sich dieser Maxime unterzuordnen hatten.“